# Mozilla Application Suite
La Mozilla Application Suite (distribuita con il nome di Mozilla Suite) era una suite di applicazioni Internet prodotta dalla Mozilla Foundation. Comprendeva un browser web, un client di posta elettronica, un newsreader, un editor di pagine web e un client IRC. La versione stabile 1.0 è stata distribuita il 5 giugno 2002.
L'ultimo aggiornamento della Mozilla Suite risale al 2006 e da allora lo sviluppo è stato trasferito all'Internet suite SeaMonkey.

## Storia
Mozilla è il nome in codice dello "storico" browser Netscape Navigator. Quando l'azienda produttrice entrò in crisi (a seguito della fase più calda della guerra dei browser) decise di rilasciarne il codice sorgente su Internet con una licenza open source, in modo che fosse la comunità internazionale di programmatori a continuarne lo sviluppo. Nacque così il Progetto Mozilla, che ha riscritto il codice originale di Netscape fino ad ottenere uno dei più avanzati browser disponibili nei primi anni 2000. A causa dell'eccessiva pesantezza dell'intera suite, sono nati alcuni sotto-progetti indipendenti che, partendo dal sorgente di Mozilla, hanno sviluppato un browser (Mozilla Firefox), un client email (Mozilla Thunderbird) e un editor HTML grafico (Nvu) leggeri e in grado di funzionare indipendentemente l'uno dall'altro.
Nel luglio del 2002 il gruppo Aol-Time Warner, proprietario della Netscape Corporation, ha deciso di abbandonare il mercato dei browser. Per questo motivo è stata costituita una fondazione non-profit chiamata Mozilla Foundation che è attualmente responsabile del proseguimento del progetto Mozilla, con il supporto esterno di una vasta comunità di volontari e di numerose industrie del settore (IBM, Sun, Red Hat, ecc.).
Nel marzo 2003 la Mozilla Foundation ha preso atto del fatto che la qualità e la popolarità del loro nuovo browser, Firefox, superava di gran lunga quelle del loro vecchio browser. Ha pertanto annunciato che avrebbe interrotto lo sviluppo del vecchio progetto per poter dedicare più energie a Firefox e Thunderbird. Di Mozilla Suite 1.8 esisteva già una versione beta, ma la versione definitiva non ha mai visto la luce, almeno non con il nome originale, né sviluppata dalla fondazione.
A cavallo tra il 2005 e il 2006, gli sviluppatori si sono orientati sulla nuova internet suite SeaMonkey, che è il successore di Mozilla Suite e, sebbene sviluppata da una comunità autonoma, è ospitata nelle pagine della Mozilla Foundation.

## Caratteristiche
Il browser della suite Mozilla, Navigator, presenta come proprie funzionalità di punta il supporto per la navigazione a schede (tabbed browsing), il blocco delle finestre popup, il controllo totale (possibilità di bloccare l'accesso da uno, qualcuno o da tutti i siti) dei cookies, delle immagini e del salvataggio dei dati inseriti nei form internet, oltre ad un sistema di crittografia delle password; inoltre è disponibile il sistema "Find as you type", cioè la possibilità di trovare un collegamento all'interno della pagina semplicemente digitandone il nome.
Il client di posta elettronica include un filtro bayesiano per la posta indesiderata (spam), filtri per l'organizzazione in più cartelle dei messaggi ricevuti, supporto per account multipli, allegati S/MIME, LDAP, ricevute di ritorno automatiche e firma digitale. Inoltre possiede un plugin che consente l'integrazione con GnuPG, il software di crittografia asimmetrica del Progetto GNU.
L'editor di pagine web supporta HTML, ridimensionamento dinamico di tabelle e immagini, inserimento e cancellazione rapida di celle nelle tabelle, supporto avanzato dei fogli di stile (CSS) e dei livelli di posizionamento.
Mozilla supporta Java, Macromedia Flash ed è compatibile con tutti i plugin Netscape. Inoltre permette di creare plugin personalizzati per effettuare ricerche nel web.
Tutta l'interfaccia dei componenti di Mozilla è disponibile in molte lingue diverse, tra cui anche l'italiano. Mozilla è disponibile per diversi sistemi operativi (AIX, FreeBSD, HP-UX, GNU/Linux, GNU Linux per PowerPC, OS/2, macOS, Solaris e Windows)
È possibile estendere le sue funzionalità attraverso degli speciali plug-in dedicati detti extensions ("estensioni" in italiano) che permettono appunto di "estendere" le sue funzionalità in modo esponenziale; ne esistono di ogni tipo, dal bloccaggio dei banner pubblicitari sulle pagine web alla gestione avanzata dei tab e dei cookie alla gestione del mouse eccetera.
Mozilla inoltre supporta anche temi con i quali è possibile modificare ogni singola impostazione dell'aspetto grafico del browser.